# Чубарь, Дмитрий Григорьевич
Дмитрий Григорьевич Чубарь (12 февраля 1906, Бердянск — 20 мая 1974, Бердянск) — заместитель командира мотострелкового батальона по политической части 69-й механизированной бригады, майор. Герой Советского Союза.

## Биография
Родился 12 февраля 1906 года в городе Бердянске (ныне в Запорожской области) в семье рыбака. Украинец. Член ВКП(б)/КПСС с 1931 года. С детских лет трудился рыбаком по найму, затем в рыбколхозе имени Ленина. Окончил Ростовский техникум рыбного хозяйства. Был председателем рыбацкой артели «Красный рыбак», заместителем председателя «Рыбколхозсоюза».
В Красной Армии в 1928—1930 годах и с августа 1941 года. В этом же году окончил курсы политруков и направлен на фронт политруком роты. Участвовал в обороне Харькова, Москвы, Сталинграда. Был ранен.
Заместитель командира мотострелкового батальона по политической части 69-й механизированной бригады  9-го механизированного корпуса 3-й гвардейской танковой армии Воронежского фронта майор Дмитрий Чубарь в ночь на 22 сентября 1943 года в числе первых форсировал Днепр в устье реки Трубеж. Батальон с ходу занял сёла Зарубинцы, Григоровка, Луковица и закрепился на захваченном рубеже, обеспечивая переправу главных сил.
При подходе к высоте 244,8 противник обрушил шквал огня авиации и миномётов. Когда погиб командир батальона капитан Г. Ш. Балаян, принял командование батальоном на себя и повёл его на штурм высоты. Благодаря грамотным и самоотверженным действиям майора Чубаря, высота была взята. В этом бою получил ранение.
Указом Президиума Верховного Совета СССР «О присвоении звания Героя Советского Союза генералам, офицерскому, сержантскому и рядовому составу Красной Армии» от 10 января 1944 года за «образцовое выполнение боевых заданий командования на фронте борьбы с немецко-фашистскими захватчиками и проявленные при этом отвагу и геройство» был удостоен звания Героя Советского Союза с вручением ордена Ленина и медали «Золотая Звезда».
В 1944 году окончил курсы при Военной академии бронетанковых и механизированных войск. В 1945 году вышел в запас в звании майора.
Жил в городе Бердянск Запорожской области. Работал директором Бердянского рыбокомбината. Умер 20 мая 1974 года. Похоронен на Старом кладбище в Бердянске.
Награждён орденами Ленина, Отечественной войны 1-й и 2-й степеней, Красной Звезды, медалями.